# Tegosa flavia
Tegosa flavia är en fjärilsart som beskrevs av Jean Baptiste Godart 1823. Tegosa flavia ingår i släktet Tegosa och familjen praktfjärilar. Inga underarter finns listade i Catalogue of Life.